# Weronika Anna Rosa
Weronika Anna Rosa (ur. 1990 w Warszawie) – polska malarka, ilustratorka i projektantka, specjalizująca się w motywach botanicznych. Jej prace były prezentowane na arenie międzynarodowej, w tym na wystawach indywidualnych w Lizbonie oraz w Galerii Prześwit w Warszawie, a także na corocznej wystawie Towarzystwa Artystów Botanicznych (Society of Botanical Artists) w Mall Galleries w Londynie. Od 2016 roku artystka mieszka w Portugalii.

## Wczesne życie i edukacja
Weronika Anna Rosa urodziła się w 1990 roku w Warszawie. Wychowała się w rodzinie zawodowo związanej zarówno ze sztuką, jak i naukami biologicznych. Już w dzieciństwie dużo malowała i rysowała, a jej silne zainteresowanie sztukami plastycznymi umocniły wizyty w europejskich muzeach i galeriach sztuki. W okresie nastoletnim doskonaliła swoje umiejętności w szkole rysunku architektonicznego.
W wieku 18 lat Rosa wyjechała do Francji, początkowo do Perros-Guirec, a następnie do Marsylii, gdzie eksplorowała różne techniki plastyczne oraz francuską scenę artystyczną. W 2011 roku powróciła do Warszawy, gdzie rozpoczęła studia na wydziale Historii Sztuki Uniwersytetu Warszawskiego. Równolegle podjęła pracę w branży filmowej, współpracując z instytucjami takimi jak Stowarzyszenie Filmowców Polskich oraz Instytut Adama Mickiewicza.
W 2016 roku Rosa ponownie opuściła Warszawę i  wyjechała do Lizbony, gdzie mieszka i pracuje obecnie. W Portugalii początkowo poświęciła się ceramice. Ukończyła w tej dziedzinie rok studiów na Akademii Sztuk Pięknych (Faculdade das Belas Artes) oraz zrealizowała kilka projektów restauracji paneli malarskich w azulejos. Jednocześnie ukończyła studia magisterskie z historii sztuki na Faculdade das Letras, Universidade de Lisboa. Po tym okresie intensywnej edukacji akademickiej porzuciła ceramikę i powróciła do wolnej twórczości malarskiej.

## Sztuka i Kariera
W swojej twórczości Rosa wykorzystuje barwny i różnorodny świat flory jako medium w poszukiwaniach relacji między roślinami a ludźmi. Jej obrazy kryją w sobie wieloznaczeniowość, nawiązując do aktualnych czynników kulturowo-społecznych oraz polityczno-ekonomicznych. Rosa, posługuje się botaniczną ikonografią, używając kwiatów jako uniwersalnego języka, otwartego na różne interpretacje.
Charakterystyczny styl Rosy definiuje użycie gwaszu i japońskiego złotego tuszu na papierze Kraft. Jej obrazy łączą śmiałe połączenia żywych kolorów z drobiazgową dbałością o szczegóły i linearnością. Te elementy odzwierciedlają estetykę obecną w japońskim malarstwie i drzeworytach Ukiyo-e z okresu Edo, a także w twórczości francuskich Nabistów. Portrety kwiatowe Rosy często skalują przedmioty w sposób abstrakcyjny, tworząc przestrzeń dla personifikacji natury. Jej prace wzbudzają głębsze refleksje nad znaczeniem roślin w życiu człowieka, globalizacją oraz wpływami eksploatacji zasobów naturalnych.
Między 2021 a 2022 rokiem Rosa podjęła znaczący projekt, tworząc serię 11 obrazów na zamówienie dla butikowego hotelu Karma House w Gościeńczycach. Miejsce to, otoczone prywatnym ogrodem botanicznym i naturalnym krajobrazem, stanowiło bogate tło dla jej kreacji o tematyce roślinnej.

## Wzornictwo i projektowanie
Oprócz swojej kariery malarskiej, Rosa również zyskała uznanie jako wybitna projektantka, szczególnie w dziedzinie tkaniny artystycznej. Łączy ręcznie ilustrowane motywy z technologiami cyfrowymi, tworząc złożone wzory. Jej starania zostały docenione w 2020 r., gdy została wybrana do reprezentowania TKANINY w programie "Materia Mistrza - Nowa Wizja Tradycji" organizowanym przez Fundację Nizio, założoną przez Mirosława Nizio. W ramach programu, jej twórczość omówiła obszernie dr Anna Wiszniewska, historyczka sztuki i dizajnu, kuratorka i wykładowczyni akademicka.
W 2022 roku talent Weroniki Anny Rosy doprowadziły do zakupu kolekcji jej jedwabnych chust przez prestiżowy Victoria and Albert Museum shop w Londynie.
Z karierą obejmującą różne media, Rosa kontynuuje swoje poszukiwania artystyczne, redefiniując punkty przecięcia sztuki, designu, natury i społeczeństwa poprzez swoje zróżnicowaną twórczość.